# Johann Degen (Komponist)
Johann Degen (* um 1585 in Weismain; † 29. August 1637 in Bamberg) war ein deutscher römisch-katholischer Priester, Organist und Komponist des Barock.

## Leben und Werk
Johann Degen erhielt seine theologische und musikalische Ausbildung vorwiegend im Zisterzienserkloster Langheim (Oberfranken). Johann Degen wurde 1613 Kaplan und 1615 auch Organist in der St.-Martins-Kirche in Bamberg. Er hielt beide Positionen bis zu seinem Lebensende.
1628 gab er nach dem Vorbild evangelischer Kantionalien das Vierstimmige Catholische Gesangbuch, das älteste Gesangbuch dieser Art heraus. Dieses Gesangbuch diente dem gemeinsamen Singen von Figuralchor und Pfarrgemeinde. Es enthielt auch zahlreiche reformatorische Lieder. Es war das erste Diözesangesangbuch von Bamberg. Weitere Werke von Johann Degen sind Das Leben des H. Heinrichs (vierstimmig, Bamberg 1626), die Hymni quinque … notis musicalibus per diversos tonos ac melodias quatuor v. cum partitura illustrati … (Ingolstadt 1626). Darüber hinaus veröffentlichte  Johann Degen das Sammelwerk Florilegium musicum Motectorum (vier- bis fünfstimmig mit Generalbass, Bamberg 1631). In diesem Werk sind auch zwei Kompositionen von Johann Degen selbst enthalten.